# Ja kupil papu
Ja kupil papu (russo Я купил папу) è un film del 1962 diretto da Il'ja Abramovič Frėz.